# Hôtel du Lac (Tunis)
Ne doit pas être confondu avec Hôtel du Lac.
L'hôtel du Lac est un ancien hôtel de style brutaliste construit entre 1970 et 1973 selon les plans de l'architecte italien Raffaele Contigiani, à proximité immédiate du lac de Tunis, à Tunis en Tunisie.
Le bâtiment appartient désormais à la société libyenne Libyan Arab Foreign Investment Company qui a annoncé sa future démolition.

## Histoire
Le bâtiment est conçu par l'architecte italien Raffaele Contigiani et construit entre 1970 et 1973. Constitué de dix étages reliés par des escaliers en porte-à-faux à chaque extrémité, sa forme en pyramide inversée le rend très caractéristique du style brutaliste et en fait un symbole de l'arrivée de la modernité en Tunisie, rompant avec les architectures traditionnelle de la médina et coloniales de la ville européenne, et un exemple significatif de ce style en Afrique du Nord. Bâti sur une structure en acier, avec du béton apparent et de larges vitres, il repose sur 190 pieux de béton armé enfoncés à soixante mètres de profondeur.
L'hôtel compte 416 chambres dont quatre suites, la plus grande partie se trouvant dans les étages les plus élevés puisque le dernier est deux fois plus long que le rez-de-chaussée. À son apogée, il est un lieu de rencontre pour l'élite locale et accueille des invités de marque comme James Brown et son groupe. Son design intérieur s'aligne avec les standards internationaux de l'époque : sols en linoleum, canapés, éclairages en métal et verre ainsi qu'une palette de couleurs en marron, orange et rouge.
Racheté lors des privatisations des années 1990, l'hôtel est fermé en 2000 après des années de mauvaise gestion. Après des années d'abandon, la société libyenne Libyan Arab Foreign Investment Company le rachète et annonce sa démolition en mai 2013 dans la perspective d'ériger à sa place un hôtel de luxe. En février 2019, l'architecte et activiste Sami Aloulou signale que les travaux de démolition semblent imminents, ce qui conduit à une levée de boucliers en ligne. La municipalité de Tunis dément toutefois qu'une requête de démolition ait été déposée.
Sa forme distinctive a donné libre cours à plusieurs comparaisons avec le char des sables (sandcrawler) dans la saga Star Wars.